# Холонівська сільська рада
Холонівська сільська́ ра́да — адміністративно-територіальна одиниця та орган місцевого самоврядування в Горохівському районі Волинської області. Адміністративний центр — село Холонів.

## Загальні відомості
- Територія ради: 25,9 км².
- Населення ради: 1035 осіб (станом на 2001 рік). Кількість дворів — 312.
- Територією ради протікають річки Липа, Безіменна.

## Населені пункти
Сільраді підпорядковані населені пункти:
- с. Холонів
- с. Старостав

## Населення
Згідно з переписом УРСР 1989 року чисельність наявного населення сільської ради становила 1078 осіб, з яких 512 чоловіків та 566 жінок.
За переписом населення України 2001 року в сільській раді мешкали 1034 особи.

### Мова
Розподіл населення за рідною мовою за даними перепису 2001 року:
| Мова       | Відсоток |
| ---------- | -------- |
| українська | 98,84 %  |
| російська  | 0,68 %   |
| вірменська | 0,10 %   |
| інші       | 0,38 %   |

## Господарська діяльність
В Холонівській сільській раді працює 1 неповна середня школа, будинок культури, бібліотека, 1 дитячий садок, 1 медичний заклад, 1 відділення зв'язку, 2 АТС на 49 номерів, 6 торговельних закладів.
По території сільської ради проходить О030209, залізничний шлях лінії Ківерці — Підзамче (Рівненська дирекція залізничних перевезень Львівської залізниці), розташований залізничний зупинний пункт Галичини.

## Склад ради
Рада складається з 12 депутатів та голови.
- Голова ради: Мартинов Олександр Акакійович
- Секретар ради:

### Керівний склад попередніх скликань
| Прізвище, ім'я, по батькові   | Основні відомості                                                 | Дата обрання | Дата звільнення |
| ----------------------------- | ----------------------------------------------------------------- | ------------ | --------------- |
| Мартинов Олександр Акакійович | Сільський голова, 1959 року народження, освіта вища, безпартійний | 26.03.2006   | 31.10.2010      |
| Мартинов Олександр Акакійович | Сільський голова, 1959 року народження, освіта вища, безпартійний | 31.10.2010   | 25.10.2015      |
| Мартинов Олександр Акакійович | Сільський голова, 1959 року народження, освіта вища, безпартійний | 25.10.2015   |                 |

Примітка: таблиця складена за даними сайту Верховної Ради України та ЦВК

### Депутати VII скликання
За результатами місцевих виборів 2015 року депутатами ради стали:

#### За суб'єктами висування
| Суб'єкт висування                                          | Кількість обраних депутатів | %     |
| ---------------------------------------------------------- | --------------------------- | ----- |
| Самовисування                                              | 7                           | 58.33 |
| Політична партія «Українське Об'єднання патріотів — УКРОП» | 3                           | 25.00 |
| Аграрна партія України                                     | 2                           | 16.67 |

#### За округами
| № округу | Прізвище, ім'я, по батькові             | Ким висунуто                                               | Дата нар.  | Освіта              | Партійна приналежність                                        | Відомості                                              |
| -------- | --------------------------------------- | ---------------------------------------------------------- | ---------- | ------------------- | ------------------------------------------------------------- | ------------------------------------------------------ |
| 1        | Кучкарук-Кучкаровська Тамара Тимофіївна | Аграрна партія України                                     | 24.05.1959 | загальна середня    | безпартійна                                                   | Горохівський територіальний центр, соціальний робітник |
| 2        | Воляник Павло Васильович                | Самовисування                                              | 12.02.1980 | загальна середня    | безпартійний                                                  | тимчасово не працює                                    |
| 3        | Данилюк Людмила Юріївна                 | ПОЛІТИЧНА ПАРТІЯ «УКРАЇНСЬКЕ ОБ'ЄДНАННЯ ПАТРІОТІВ — УКРОП» | 20.09.1967 | загальна середня    | безпартійна                                                   | тимчасово не працює                                    |
| 4        | Данилюк Оксана В'ячеславівна            | Самовисування                                              | 25.05.1978 | загальна середня    | член політичної партії Всеукраїнське об'єднання «Батьківщина» | тимчасово не працює                                    |
| 5        | Бужанська Алла Андріївна                | ПОЛІТИЧНА ПАРТІЯ «УКРАЇНСЬКЕ ОБ'ЄДНАННЯ ПАТРІОТІВ — УКРОП» | 26.09.1974 | вища                | безпартійна                                                   | Горохівська ЦРЛ, медична сестра                        |
| 6        | Бондар Василь Миколайович               | Самовисування                                              | 26.09.1963 | загальна середня    | член політичної партії Всеукраїнське об'єднання «Батьківщина» | тимчасово не працює                                    |
| 7        | Циринюк Майя Анатоліївна                | Самовисування                                              | 28.01.1971 | професійно-технічна | безпартійна                                                   | Магазин в Галичанах, підприємець                       |
| 8        | Жилка Руслана Леонідівна                | Самовисування                                              | 15.12.1968 | загальна середня    | безпартійна                                                   | тимчасово не працює                                    |
| 9        | Мельник Вадим Тарасович                 | Аграрна партія України                                     | 10.08.1993 | вища                | безпартійний                                                  | тимчасово не працює                                    |
| 10       | Москаленко Леся Михайлівна              | Самовисування                                              | 13.06.1973 | вища                | член ПАРТІЇ "БЛОК ПЕТРА ПОРОШЕНКА «СОЛІДАРНІСТЬ»              | Холоніська сільська рада, секретар                     |
| 11       | Баландін Андрій Миколайович             | ПОЛІТИЧНА ПАРТІЯ «УКРАЇНСЬКЕ ОБ'ЄДНАННЯ ПАТРІОТІВ — УКРОП» | 17.10.1984 | загальна середня    | безпартійний                                                  | ПАТ «Волинь газ», слюсар                               |
| 12       | Могилецький Василь Олександрович        | Самовисування                                              | 10.11.1959 | професійно-технічна | член політичної партії Всеукраїнське об'єднання «Батьківщина» | Пенсіонер                                              |